# Chlorotettix hamula
Chlorotettix hamula är en insektsart som beskrevs av Delong och Rauno E. Linnavuori 1979. Chlorotettix hamula ingår i släktet Chlorotettix och familjen dvärgstritar. Inga underarter finns listade i Catalogue of Life.